# Модерен петобой
Модерният петобой (срещано и като модерен пентатлон) е олимпийски спорт, който комбинира 5 напълно различни един от друг спорта: фехтовка, стрелба, плуване, бягане и конен спорт.
Нарича се модерен, за да се различава от лекоатлетическия и другите видове петобой.
Спортът е измислен от създателя на модерните олимпийски игри Пиер дьо Кубертен. Целта му е била да събере в общ спорт всички умения, които е трябвало да притежава даден кавалерист от ХІХ век – да бяга, да плува, да язди, да стреля, да се дуелира.
Въведен е в олимпийската програма на олимпиадата в Стокхолм през 1912 г. На олимпиадата в Сидни през 2000 г. за пръв път е добавено състезание за жени.
Началото на модерния петобой в България е поставено от доктор Любен Цветков през 1954 г.
Според решението на МОК от 8 юли 2006 г. модерният петобой със сигурност остава в олимпийската програма до 2012 г.

## Дисциплини
- Стрелба – използва се 4.5-милиметров въздушен пистолет и се стреля по мишена от разстояние 10 метра.
- Фехтовка – използва се шпага. Турнирът се провежда като всеки спортист се фехтова с всеки. Играе се до туш.
- Плуване – плуването е 50, 100 и 200 метра свободен стил. Състезателите се разделят по групи.
- Конен спорт (до олимпийските игри в Париж през 2024); Обстикълс – минаване на препятствия (след 2024)
- Бягане – 600, 900, 1000, 2000 и 3000 метра през пресечен терен.

От 2009 година бягането и стрелбата се смесват в „Комбинирана дисциплина“ (combined event), като се редуват 4 x 800 м бягане със стрелба между тях, както следва: стрелба (лимит 0'50"), 800 m, стрелба (0'50"), 800 m, стрелба (0'50"), 800 m. Поради хендикап системата крайното класиране е същото като реда, под който завършват състезателите на финала на последните 800 m.

## Клубове в България
- СК „Диана – Модерен петобой“, Ямбол
- СК „Мустанг Модерен петобой“, Пазарджик
- СК „Хебър Модерен петобой клуб“, Пазарджик Архив на оригинала от 2014-12-09 в Wayback Machine.
- СК „Модерен петобой и фехтовка-шпага – Славия“
- СК „Черно море – 69“[неработеща препратка]
- СК „ДИАНА – Модерен петобой и фехтовка“
- СК „НСА – Модерен петобой“ Архив на оригинала от 2013-05-18 в Wayback Machine.
- СК „Царевец – ВТУ“, Велико Търново
- СК „Одесос 2008“, Варна
- ВСК „Шумен“, Шумен
- СК „Шампион“, Пазарджик
- СК „Галата 2009“, Варна
- СК "Олимпиец", Пазарджик